# Sveio
Sveio è un comune norvegese della contea di Vestland.
Il comune è stato istituito nel 1865 per separazione dal comune di Finnås. L'estensione attuale risale al 1964 con l'aggiunta delle località di Valestrand e Vestre Vikebygd e di alcune parti del soppresso comune di Skjold.
Capoluogo del comune è il centro abitato omonimo con 1 528 abitanti, altri centri abitati sono Rophus, e Førde. Solo il 33% della popolazione vive in aree urbane.

## Geografia
Il territorio comunale è per lo più pianeggiante con basse colline che si elevano maggiormente verso est, in quest'area si trova la massima elevazione, il monte Trollevassnibba (432 m s.l.m.).
Sveio si trova su una penisola all'ingresso dello Hardangerfjord, l'entrata nel fiordo è contrassegnata dal faro di Ryvarden risalente al 1849, il litorale ha molti piccoli fiordi e baie, i due più grandi sono Førresfjorden e il fiordo di Vikse.

## Monumenti ed attrazioni
Il compositore Fartein Valen soleva trascorrere le vacanze nella località di Valevåg, situata nella parte settentrionale del comune. La residenza in cui abitava è diventata un centro culturale a lui intitolato.